# بلطي أحمر الصدر
بلطي أحمر الصدر (الاسم العلمي: Coptodon rendalli)، هو نوع من أنواع الأسماك التي تنتمي للعائلة البلطية. تنتشر هذه الأسماك على نطاق واسع في النصف الجنوبي من أفريقيا. الموائل الطبيعية لها هي مياه البحيرات العذبة ومياه المستنقعات العذبة. تعرف هذه الأسماك باسم كوربور أحمر الصدر في جنوب أفريقيا.

## توزيعه
يتواجد هذا النوع من الأسماك في حوض الصرف للأجزاء العلوية من نهر الكونغو، في حوض الصرف الصحي لنهر كاساي، في بحيرة تنجانيقا، بحيرة ملاوي، نهر زمبيزي وفي المناطق الساحلية لمخرج زامبيزي إلى كوازولو ناتال، وكذلك في نهر ليمبوبو ونهر أوكافانغو ونهر كونين. يعتبر هذا النوع من الاسماك سمك صالح للأكل في العديد من البلدان.

## الوصف
ينمو بلطي أحمر الصدر إلى طول يبلغ اقصاه حوالي 45 سنتيمترًا، ويبلغ الحد الأقصى لوزنه حوالي 2.5 كيلوغرام، ويمتلك جسمًا مكتنز بدرجة عالية، ويكون شكل جسده مدور عرضيا وجانبيا. يتراوح ارتفاع جسم الأسماك هذه بين حوالي 42.2 و 49.4 ٪ من مقياس طولها النموذجي، ويبلغ طول رأسها حوالي 31.1 ٪ إلى 37.5 ٪ من مقياس طولها النموذجي. الجزء العلوي من رؤوس هذه الأسماك محدب الشكل، وأحيانًا يكون مقعرًا في عينات السمك الكبيرة حجما، بسبب النمو المستمر لمنطقة فمها. فمها مرصع بأسنان قصيرة، عريضة وسميكة، وتكون هذه الاسنان موجهة بإتجاهين. الفك السفلي البلعومي واسع على قدر طوله. المنطقة الخلفية المسننة أطول من المنطقة الأمامية. توجد من سبعة إلى 10 تيارات خياشيم أسنان على الفرع السفلي من قوس الخيشوم الأول.
لون رأس وخلفية هذه الاسماك هو أخضر-زيتوني، ولون جوانبها شاحب أو باهت. مثل كل الأسماك التي تعتبر جزء من الجنس Coptodon(الاسم العلمي)، غالبا ما يكون لون بطن وصدر هذه الأسماك ملون بضرب من اللون أحمر. لا يكون الكثير من الغضاريف الجانبية على جوانب هذه الأسماك. تمتلك الزعنفة الظهرية، التي يكون لونها أخضر-زيتوني، حافة حمراء وبقع بيضاء-رمادية اللون على قسمها الناعم.
- صيغة الزعانف: الظهرية الرابع عشر - السابع عشر / 10-13، الشرج ثلاث / 9-10
- صيغة الحراشف: مقياس الطول النموذجي 28–32، 3–5 صفوف من الحراشف على جانبي رؤوسها
- الفقرات: 29

## السلوك
تعيش أسماك بلطي أحمر الصدر بشكل رئيسي في ضفاف الأنهار وفي بحيرات اوكسباو وفي المستنقعات. تفضل هذه الأسماك المساحات والمناطق المليئة بشكل كثيف بالنبات والمياه الراكدة التي يتخللها كميات صغيرة من التيارات. هذا النوع من السمك لديه القدرة على تحمل درجات حرارة عالية تصل إلى حوالي (8 - 41 °م) وأيضًا يقاوم الماء المسوس (المائل للملوحة) التي تصل نسبة الملوحة به إلى حوالي 1.9٪. تعتاش أسماكها الصغيرة على اكل العوالق، هذه الاسماك هي حيوانات عاشبة بشكل اساسي وتأكل الطحالب وكذلك النباتات الأطول من الطحالب كجميع أنواع السمك الذي ينتمي لجنس Coptodon ، كما وتتغذى على الحشرات والقشريات الأصغر حجما.

## تصنيف
وصفت هذه الأنواع في عام 1897 من قبل عالم الاسماك البريطاني جورج البرت بولنغر تحت الاسم العلمي Chromis rendalli وصنفت فيما بعد كعضو من الاسماك في جنس البلطي في الفرع Coptodon. تم ترقية جنس Coptodon من جنس فرعي إلى جنس في أوائل عام 2013.

## المؤلفات
- ميلاني ستاسني، غي تيوغلز وكارل هوبكنز: أسماك المياه العذبة والمائلة للملوحة في غينيا السفلى، غرب وسط أفريقيا، الجزء 1. (ردمك 9789074752206) [4]